# Asia Rugby Championship 2023 (dywizje)
Asia Rugby Championship 2023 – siódma edycja corocznych zawodów organizowanych pod auspicjami Asia Rugby dla azjatyckich męskich reprezentacji rugby union. Turnieje w ramach niższych od Top 3 dywizji odbywały się od kwietnia do lipca 2023 roku.

## System rozgrywek
Zawody były rozgrywane w poszczególnych dywizjach albo w formie turnieju play-off – zwycięzcy półfinałów walczyli o triumf w zawodach, przegrani zaś z tych meczów o utrzymanie się w tej klasie rozgrywek – albo też systemem kołowym – zwycięzca meczu zyskiwał cztery punkty, za remis przysługiwały dwa punkty, porażka nie była punktowana, a zdobycie przynajmniej czterech przyłożeń lub przegrana nie więcej niż siedmioma punktami premiowana była natomiast punktem bonusowym.
Pierwotnie oprócz zawodów w dwóch najwyższych dywizjach planowano również turnieje regionalne w ramach Dywizji 3, których zwycięzcy mieli spotkać się w barażu o awans do wyższego poziomu rozgrywek.

## Dywizja 1
Turniej Dywizji 1 odbył się w pakistańskim Lahaur w ciągu dwóch meczowych dni pomiędzy 4 a 8 lipca 2023 roku i wzięły w nim udział dwa zespoły rywalizujące w dwumeczu. Gospodarze w obu meczach zdobyli jedynie trzy punkty tracąc w nich ponad sto osiemdziesiąt. Sędziowie zawodów.
| 4 lipca 202320:30 | Pakistan | 0:95 | Zjednoczone Emiraty Arabskie | Stadion Punjab, Lahaur Sędzia: Morgan White |
| 4 lipca 202320:30 |          | 0:95 |                              | Stadion Punjab, Lahaur Sędzia: Morgan White |

| 8 lipca 202319:30 | Pakistan | 3:93 | Zjednoczone Emiraty Arabskie | Stadion Punjab, Lahaur Sędzia: Justin Wang |
| 8 lipca 202319:30 |          | 3:93 |                              | Stadion Punjab, Lahaur Sędzia: Justin Wang |

## Dywizja 2
Turniej Dywizji 2 odbył się w katarskim mieście Doha w ciągu trzech meczowych dni pomiędzy 30 kwietnia a 6 maja 2023 i wzięły w nim udział trzy zespoły rywalizujące systemem pucharowym. W zawodach zwyciężyła reprezentacja gospodarzy zwyciężąjąc w obu swoich pojedynkach.
| 30 kwietnia 202319:00 | Katar | 32:7 | Indie | Aspire Warm Up Track, Doha |
| 30 kwietnia 202319:00 |       | 32:7 |       | Aspire Warm Up Track, Doha |

| 3 maja 202319:00 | Indie | 22:29 | Kazachstan | Aspire Warm Up Track, Doha |
| 3 maja 202319:00 |       | 22:29 |            | Aspire Warm Up Track, Doha |

| 6 maja 202319:00 | Katar | 35:10 | Kazachstan | Aspire Warm Up Track, Doha |
| 6 maja 202319:00 |       | 35:10 |            | Aspire Warm Up Track, Doha |